# Bazylika Morska w Gdyni
Bazylika Morska w Gdyni – projektowana w przedwojennej Gdyni modernistyczna świątynia, zaplanowana jako największy obiekt w centrum powstającego miasta, najpierw na Kamiennej Górze, a następnie u jej podnóża.

## Historia
Pierwszy konkurs na jej projekt rozpisano w 1929. I nagrodę w konkursie zdobył architekt z Krakowa, jednakże jego projekt nie był możliwy do zrealizowania z uwagi na zbyt duże koszty finansowe. Następnie powołano do życia Towarzystwo Budowy Bazyliki Morskiej w Gdyni, którego statut zatwierdzono 6 września 1934. Już wcześniej to gremium podjęło prace zmierzające do zebrania funduszy na prace wstępne. Wśród nich były prace o charakterze badawczym dotyczące terenu, na którym miała stanąć bazylika, położonego na Kamiennej Górze, a ofiarowanego po części przez Pierwsze Polskie Towarzystwo kąpieli Morskich oraz przez Komisariat Rządu. Staraniem Towarzystwa rozpropagowano w całej Polsce ideę budowy monumentalnej świątyni. W tym okresie TBBM przeprowadziło nowy konkurs, w którym wzięli udział najwybitniejsi polscy architekci. Ostatecznie w 1934 zwycięzcą został warszawski architekt Bohdan Pniewski. W swoim projekcie nadał budowli formę trójnawowej bazyliki zwieńczonej układem trzech wież wyrastających na wspólnej nawie, mających symbolizować połączone trzy dzielnice niepodległej II Rzeczypospolitej powstałe z trzech zaborów. Na każdej ze smukle zakończonych wież miało widnieć zakończenie w postaci korony. W zespole trzech wież zawarty był też morski symbol – zamknięty w formie architektonicznej kształt trójmasztowca. Stojąc na szczycie Kamiennej Góry budowla miała mieć 70 m wysokości i tym samym miała wznosić się ponad 115 m ponad poziom morza. W 1934 w czasie Święta Morza odbyła się uroczystość poświęcenia kamienia węgielnego pod budowę bazyliki, czego w obecności prezydenta Ignacego Mościckiego dokonał bp Stanisław Okoniewski, zwany biskupem morskim. 
Według stanu z początku października 1936 arch. Pniewski przygotował do tego czasu szczegółowe plany i rysunki potrzebne do prowadzenia budowy. Dysponował także szeregiem projektów polichromii przewidzianej do wnętrzu świątyni, sporządzonymi przez uczniów Akademii Sztuk Pięknych w Warszawie. Do tego czasu przygotowano też teren pod budowę oraz uregulowano wszelkie kwestie prawne. Tym niemniej przeszkodą w tym okresie pozostawała kwestia finansowa. Koszt budowy oszacowano na 3,5 mln zł.. Wobec tego zarząd Towarzystwa postanowił prowadzić całą inwestycję etapami: 1. wybudowani kościoła w konstrukcji żelbetonowej i pokrycie dachem (780 tys. zł.), 2. wykonanie murów zewnętrznych (220 tys. zł.), 3. licowanie ścian zewnętrznych budynku (400 tys. zł.), 4. otoczenie bazyliki: roboty ziemne, schody, place (600 tys. zł.), 5. licowanie ścian wewnątrz i urządzenie instalacji (800 tys. zł.), 6. posadzki, witraże, sprzęty liturgiczne (100 tys. zł.). Jesienią 1936 planowano rozpoczęcie budowania fundamentów od wiosny 1937. W tym celu TBBM przystąpiło do akcji propagandowej w zamiarze zebrania potrzebnych środków. W 1936 wybrano nowy zarząd TBBM: prezes – ks. kan. Teodor Emilian Turzyński, wiceprezes – Ryszard Gałczyński, a wśród ławników dr Roman Ślączka. W zamierzeniu działaczy bazylika miała być „pomnikiem dziękczynnym całej Polski za odzyskanie morza”. 
Ostatecznie bazylika nie doczekała się realizacji. Plany budowy świątyni przekreślił wybuch II wojny światowej. Zachowaną pamiątką z tego okresu jest m.in. projekt świątyni autorstwa Bohdana Pniewskiego.

## Epilog
21 listopada 2018 papież Franciszek podniósł kolegiatę NMP Królowej Polski w Gdyni do godności bazyliki mniejszej, nadając tytuł bazyliki morskiej. Uroczystość nadania i publicznego ogłoszenia tej decyzji odbyła się 4 maja 2019. Uroczystościom przewodniczył arcybiskup Salvatore Pennacchio, nuncjusz apostolski w Polsce.